# Pterocephalus frutescens
Pterocephalus frutescens är en tvåhjärtbladig växtart som beskrevs av Ferdinand von Hochstetter och Achille Richard. Pterocephalus frutescens ingår i släktet Pterocephalus och familjen Dipsacaceae. Utöver nominatformen finns också underarten P. f. pumilus.